# Oncidium marshallianum
Oncidium marshallianum là một loài phong lan đặc hữu của đông nam Brasil.